# Alfred Schulz (Mediziner)
Carl Eugen Alfred Schulz (* 13. September 1890 in Dresden; † 1. November 1947 in Zwickau) war ein deutscher Psychiater und NS-Arzt.

## Leben
Er war der Sohn des Kaufmanns Richard Eugen Schulz und studierte nach Erhalt des Reifezeugnisses am humanistischen Gymnasium ab dem Sommersemester 1911 Medizin an der Universität Leipzig und Ludwig-Maximilians-Universität München (LMU). Seit 1911 gehörte er der Leipziger Burschenschaft Dresdensia an.
Als Medizinstudent meldete er sich 1914 zu Beginn des Ersten Weltkriegs als Kriegsfreiwilliger beim Heer und wurde 1915 als Feldunterarzt beim Königlich Sächsischen Reserve-Infanterie-Regiment 242 nach dem Kriegseinsatz in Flandern mit dem Eisernen Kreuz II. Klasse und der Militär-St.-Heinrichs-Medaille ausgezeichnet. Dem Studierendenverzeichnis des Sommersemesters 1919 an der LMU ist zu entnehmen, dass er sich in französischer Kriegsgefangenschaft befand.
Er schrieb seine Dissertation mit dem Thema Ein Fall von schwerer Oesophagus-Dilatation mit Spasmus und einem Divertikel im unteren Teile der Speiseröhre 1921 an der Universität Leipzig.

### Zeit des Nationalsozialismus
1933 trat Schulz dem Stahlhelm, Bund der Frontsoldaten bei. Er war ab 1934 Mitglied der SA (dort auch SA-Sturmführer) und ab 1937 Mitglied der NSDAP.
Schulz war bis April 1939 als Regierungsmedizinaldirektor in der Beratungsstelle für Nerven- und Gemütskranke des Gesundheitsamts der Stadt Leipzig tätig. Zum 1. Mai 1939 wurde er einhergehend mit der Beförderung zum Oberregierungsmedizinalrat Direktor der Landesanstalt Großschweidnitz (heute Sächsisches Krankenhaus Großschweidnitz). Dazu war er ab dem 7. Mai 1943 als „T4“-Gutachter tätig. Seit Juli 1940 wurden Patienten seiner Anstalt, die als Zwischenanstalt für die NS-Tötungsanstalt Pirna-Sonnenstein fungierte, in diese verlegt. Zudem fand in Großschweidnitz 1940 eine sogenannte „Tablettenaktion“ gegen Kinder aus dem zuvor größtenteils aufgelösten Katharinenhof Großhennersdorf statt. Er ließ diese mit Phenobarbital (Luminal) vergiften. Ihm unterstand ebenso die seit Dezember 1943 aus Leipzig-Dösen nach dort evakuierte „Kinderfachabteilung“ unter Arthur Mittag. 
Schulz selbst bezeichnete die medikamentöse Tötung, die mit systematischem Nahrungsentzug einherging, mehrfach als „Tablettenaktion“, der ebenso beteiligte Gerhard Wischer als „Dämmerschlafkuren“. Beide gaben bei späteren Ermittlungen an, dass sie ausdrücklich von Alfred Fernholz zur „Sterbehilfe“ aufgefordert wurden. Allein zwischen Mitte 1943 und September 1944 wurden in Großschweidnitz rund 2400 Patienten durch Mangelernährung kombiniert mit Medikamentenüberdosierung getötet. Mitwissend bzw. mitbeteiligt waren Ärzte und Pflegepersonal.

### Nach dem Zweiten Weltkrieg
Schulz wurde von den russischen Truppen am 13. September 1945 inhaftiert, durch die Sowjetische Militäradministration in Deutschland zuerst zu den Ermordungen vernommen und am 21. Juni 1946 den deutschen Behörden überstellt. Er wurde im Dresdner Euthanasie-Prozess nach dem Krieg von Günther Nollau rechtlich vertreten. Eine Befragung seiner Person erfolgte am 27. Juni 1947 im Krankenhaus Dresden-Friedrichstadt. Zu den Vorwürfen, dass unter seiner Leitung der Anstalt, insbesondere 1945, die Sterbezahl massiv anstieg, äußerte er, dies habe daran gelegen, dass damals besonders viele Medikamente gegeben worden seien.
Kurz nach der Anklageerhebung erkrankte Schulz und starb im Haftkrankenhaus Zwickau. Einigen Quellen ist zu entnehmen, dass er sich während der Untersuchungshaft seiner Verantwortung durch Selbsttötung noch vor Eröffnung des Dresdner Ärzteprozesses entzog. Anderen Quellen nach starb er an Lungentuberkulose und schweren Herzstörungen.
Er war verheiratet und Vater zweier Kinder.